# Gorisont

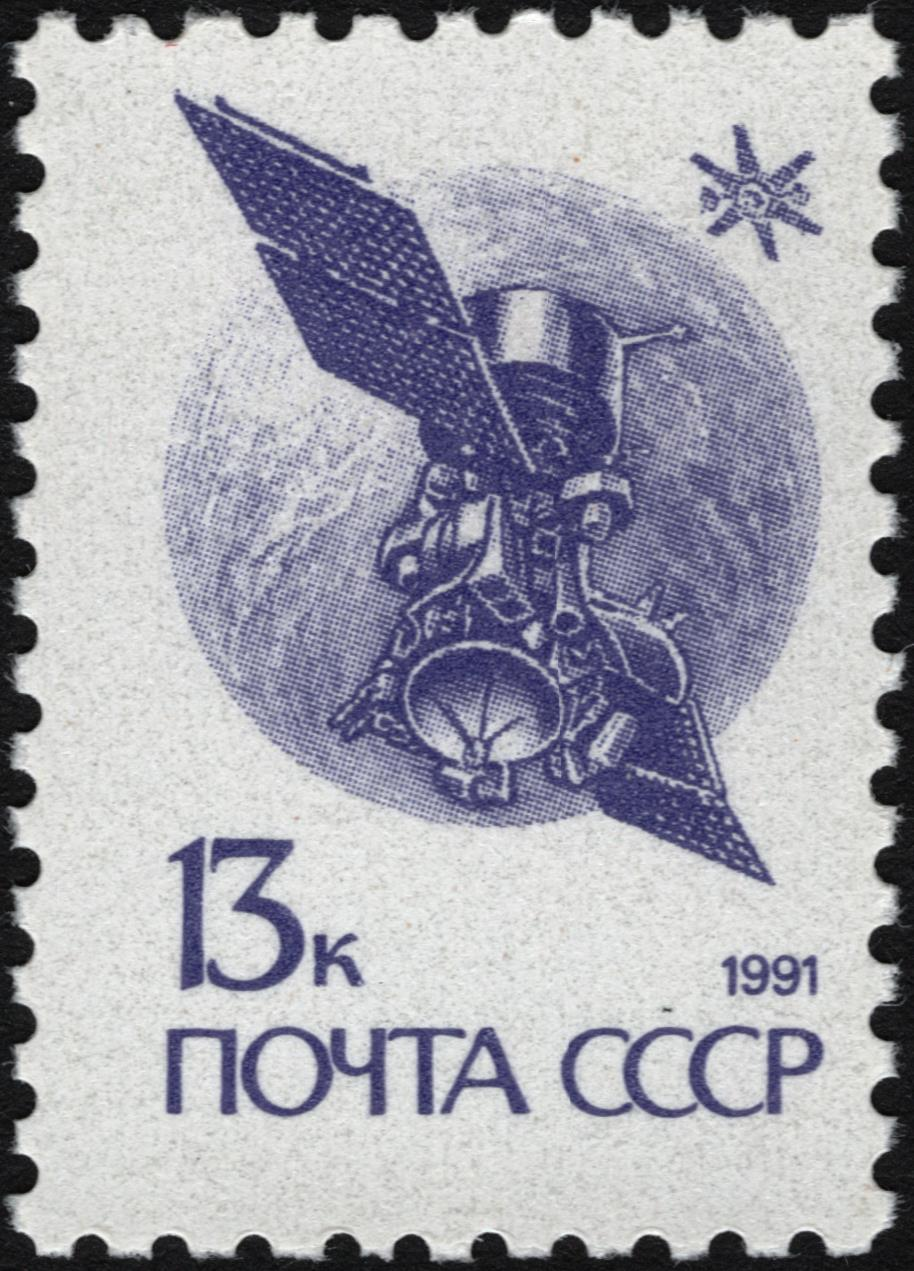
Cachet de l'Union soviétique, 1991, CPA 6301.

Gorisont (Горизонт en russe c'est-à-dire horizon ) est une famille de satellites de télécommunications soviétiques puis russes placés en orbite géostationnaire entre 1978 et 2000. Les premiers satellites de la série assurent la retransmission des Jeux olympiques de Moscou de 1980. La famille Gorisont a été progressivement remplacée au début des années 2000 par les satellites Express.

## Historique
Les satellites Gorisont constituent une nouvelle génération de satellites de télécommunications géostationnaires soviétiques qui apportent plusieurs innovations par rapport aux satellites Radouga entrés en production quelques années auparavant. Contrairement à ceux-ci, ils disposent de plusieurs répéteurs ; les panneaux solaires disposent d'un système autonome permettant de les orienter de manière optimale face au Soleil. Ils sont construits par NPO PM (aujourd'hui ISS Reshetnev) spécialiste des satellites de télécommunications et de navigation. Comme leurs prédécesseurs ils sont lancés par le lanceur lourd Proton-K équipé d'un étage supérieur Bloc DM,.

## Déploiement
Le premier satellite Gorisont est lancé le 19 décembre 1978 mais est apparemment injecté sur une mauvaise orbite car il ne figure pas dans la liste des satellites russes opérationnels établie à l'époque. Les deux satellites suivants sont lancés en 1979 et 1980. Positionnés aux latitudes 4° ouest et 53° est, ils doivent jouer un rôle crucial dans la retransmission des Jeux olympiques de Moscou de 1980. Le lanceur Proton rencontre des problèmes techniques et le deuxième satellite n'est opérationnel que quelques jours avant l'ouverture des Jeux olympiques. Les satellites sont par la suite périodiquement lancés pour occuper les 10 positions réservées par l'Union Soviétique en orbite géostationnaire : 11 et 14° Ouest, 40, 53, 80, 90, 96,5, 103, 140, 145 et 161° Est. En 1992, dans un contexte économique devenu difficile pour l'industrie astronautique russe, la société américaine Rimsat acquiert auprès du consortium russe Informcosmos, créé pour l'occasion, trois satellites Gorisont dont un déjà placé en orbite. Rimsat se révèle incapable de payer les satellites acquis et ceux-ci sont repris par la suite par d'autres opérateurs privés. Le dernier satellite Gorisont 45L, qui avait été placé en cocon, est lancé en 2000 alors que les satellites de la série Express qui doivent remplacer les Gorisont sont en cours de déploiement. L'objectif est de préserver un des emplacements réservés en orbite géostationnaire qui risque d'être perdu à la suite de l'échec du lancement d'un satellite Express,.

## Caractéristiques techniques
Le satellite de type Gorisont a une masse d'environ 2,3 tonnes et utilise une plateforme stabilisée 3 axes Kaur-3. Deux ensembles de panneaux solaires déployés en orbite et ayant une surface de 25 m2 fournissent 1 280 watts. La charge utile est constituée par 6 répéteurs en bande C et 1 répéteur en bande Ku. Le système de contrôle d'attitude permet une précision d'orientation de 0,25°. Deux des canaux sont réservés aux retransmissions d'émissions de télévision. Le satellite permet de transmettre une trentaine de programmes de télévision conçus à Moscou vers les réseaux régionaux et les autres républiques de l'Union soviétique. Les émissions sont reçues par 500 stations Moskva équipées d'une antenne parabolique de 2,5 mètres de diamètre. Il dispose de 800 à 1000 canaux pour les télécommunications téléphoniques et télégraphiques. Il gère les échanges entre navires et centres de contrôles. La durée de vie nominale d'un satellite est de 3 ans,,,.

## Historique des lancements
| N° | Désignation  | Date de lancement | Lanceur              | Remarque |
| -- | ------------ | ----------------- | -------------------- | --- |
| 1  | Gorisont 11L | 19/12/1978        | Proton-K / Bloc DM   | Échec du lancement |
| 2  | Gorisont 12L | 5/7/1979          | Proton-K Bloc DM     | |
| 3  | Gorisont 13L | 28/12/1979        | Proton-K Bloc DM     | |
| 4  | Gorisont 14L | 14/6/1980         | Proton-K Bloc DM     | |
| 5  | Gorisont 15L | 15/3/1982         | Proton-K Bloc DM     | |
| 6  | Gorisont 16L | 20/10/1982        | Proton-K Bloc DM     | |
| 7  | Gorisont 17L | 30/6/1983         | Proton-K Bloc DM     | |
| 8  | Gorisont 18L | 30/11/1983        | Proton-K Bloc DM     | |
| 9  | Gorisont 19L | 22/4/1984         | Proton-K Bloc DM     | |
| 10 | Gorisont 20L | 1/8/1984          | Proton-K Bloc DM     | |
| 11 | Gorisont 21L | 18/1/1985         | Proton-K Bloc DM     | |
| 12 | Gorisont 22L | 10/6/1986         | Proton-K Bloc DM     | |
| 13 | Gorisont 23L | 18/11/1986        | Proton-K Bloc DM     | |
| 14 | Gorisont 24L | 11/5/1987         | Proton-K Bloc DM     | |
| 15 | Gorisont 25L | 18/1/1988         | Proton-K Bloc DM-2   | Échec du lancement |
| 15 | Gorisont 26L | 31/3/1988         | Proton-K Bloc DM     | |
| 16 | Gorisont 28L | 18/8/1988         | Proton-K Bloc DM-2   | |
| 17 | Gorisont 29L | 26/1/1989         | Proton-K Bloc DM-2   | Cédé à Tonga sous l'appellation Tongastar 1 en cours de vie                                                                                |
| 18 | Gorisont 27L | 5/7/1989          | Proton-K Bloc DM-2   | |
| 19 | Gorisont 31L | 28/9/1989         | Proton-K Bloc DM-2   | |
| 20 | Gorisont 30L | 20/6/1990         | Proton-K Bloc DM     | |
| 21 | Gorisont 32L | 3/11/1990         | Proton-K Bloc DM-2   | |
| 22 | Gorisont 33L | 23/11/1990        | Proton-K Bloc DM-2   | |
| 23 | Gorisont 34L | 1/7/1991          | Proton-K Bloc DM-2   | |
| 24 | Gorisont 35L | 23/10/1991        | Proton-K Bloc DM-2   | |
| 25 | Gorisont 36L | 2/4/1992          | Proton-K Bloc DM-2   | |
| 26 | Gorisont 37L | 14/7/1992         | Proton-K Bloc DM-2   | |
| 27 | Gorisont 38L | 27/11/1992        | Proton-K Bloc DM-2   | |
| 28 | Gorisont 39L | 27/5/1993         | Proton-K Bloc DM-2   | Échec du lancement |
| 28 | Gorisont 40L | 28/10/1993        | Proton-K Bloc DM-2   | |
| 29 | Gorisont 41L | 18/11/1993        | Proton-K Bloc DM-2   | Cédé en cours de vie à la société américaine Rimsat et renommé Rimsat 1 puis vendu à la société PASI (PASI 1) puis à LMI (LMI-AP 1)        |
| 30 | Gorisont 42L | 20/5/1994         | Proton-K Bloc DM-2   | Cédé en cours de vie à la société américaine Rimsat et renommé Rimsat 2 puis vendu à la société AsiaSat (AsiasSat G) puis à LMI (LMI-AP 2) |
| 31 | Gorisont 43L | 25/1/1996         | Proton-K Bloc DM-2   | |
| 32 | Gorisont 44L | 25/5/1996         | Proton-K Bloc DM-2   | |
| 33 | Gorisont 45L | 6/6/2000          | Proton-K Bloc Bris M | |